# جان كلود دريفوس
جان كلود دريفوس (بالفرنسية: Jean-Claude Dreyfus)‏
```
(و. 
1946
 – 
م
)
[
3
]
 هو 
ممثل
[
2
]
 من 
فرنسا
 . ولد في 
باريس
.
[
2
]
[
4
]
```

## روابط خارجية
- جان كلود دريفوس على موقع IMDb (الإنجليزية)
- جان كلود دريفوس على موقع ألو سيني (الفرنسية)
- جان كلود دريفوس على موقع ميوزك برينز (الإنجليزية)
- جان كلود دريفوس على موقع أول موفي (الإنجليزية)
- جان كلود دريفوس على موقع قاعدة بيانات الأفلام السويدية (السويدية)
- جان كلود دريفوس على موقع إن إن دي بي (الإنجليزية)
- جان كلود دريفوس على موقع ديسكوغز (الإنجليزية)
- جان كلود دريفوس على موقع قاعدة بيانات الفيلم (الإنجليزية)
- جان كلود دريفوس على موقع كينوبويسك (الروسية)